# Ulaangomcultuur
De Ulaangomcultuur is een Scythisch-Siberische archeologische cultuur van de 5e tot de 3e eeuw v.Chr. in Noordwest-Mongolië. De cultuur is vernoemd naar de plaats Ulaangom.
De cultuur werd voor het eerst beschreven tijdens een Sovjet-Mongoolse expeditie in 1972-1974 en gepubliceerd door E.A Novgorodova in 1989.
De grafgiften suggereren een ontstaan van de Ulaangomcultuur op basis van de voorafgaande Karasoekcultuur. De bevolking was van een europide type. Er werden twee soorten grafkamers vastgesteld, van houten balken of steenkisten. In de graven vond men aardewerken en houten vaatwerk.